# Ричард II (фильм)
«Ричард II» (англ. Richard II) — британский телевизионный фильм 2012 года, в основу сценария которого легла одноимённая пьеса Уильяма Шекспира. Это первая из четырёх телевизионных адаптаций второй шекспировской тетралогии, воспроизводимой Би-би-си в телесериале «Пустая корона» (The Hollow Crown).  
Режиссёром первой части выступил Руперт Гулд, подготовкой сценария занялся Бен Пауэр. Короля Ричарда II сыграл Бен Уишоу. Съёмки фильма были закончены в июле 2011 года. Первая трансляция состоялась 30 июня 2012 г. на телеканале BBC Two. Би-би-си запланировала показ исторических пьес о короне на время Летних Олимпийских игр 2012 в Лондоне как часть «Культурной Олимпиады».
За роль Ричарда II исполнитель Бен Уишоу получил премию BAFTA TV в номинации «Лучший актёр».

## Сюжет
Сюжет фильма в целом соответствует шекспировской пьесе. Генри Болинброк, двоюродный брат короля Ричарда II и сын влиятельного Джона Гонта, герцога Ланкастерского, обвиняет Томаса Моубрея в том, что тот готовит заговор против короля. Неизвестно, насколько были обоснованы обвинения, Моубрей категорически их отрицает. Тогда Ричард II предлагает решить спор Генри Болинброка и Томаса Моубрея их поединком в Ковентри. Однако поединок не состоится, король останавливает его и объявляет свое новое решение: изгнание для Томаса Моубрея бессрочное, для Генри Болингброка на шесть лет. Старый Джон Гонт расстроен, он предполагает, что больше никогда не увидит сына. Однако он смиренно принимает волю короля. Генри Болинброк прощается с отцом и покидает Англию.
Джон Гонт тяжело болен. Перед смертью он зовет к себе своего племянника короля Ричарда II, чтобы дать напоследок несколько важных советов. Однако между королем и герцогом Ланкастерским происходит перепалка, герцог умирает. После смерти герцога Ланкастера Ричард II присваивает его земли и всё имущество, чтобы пополнить королевскую казну — ему не хватает денег на войну в Ирландии. Нортумберленд, Росс и Уиллоуби между собой осуждают это решение, а также другие деяния Ричарда, они решают встретить Болингброка, вопреки королевской воле вернувшегося в Англию.
В то время, как король Ричард ведёт войну в Ирландии, Генри Болингброк, наследник Ланкастера, высадился с войском в Ревенсперге, к нему примкнули Нортумберленд, Уиллоби и Росс, а также другие знатные лорды. Герцог Йоркский также соглашается участвовать в походе Болингброка на бристольский замок, где укрылись Буши и Грин. Войска мятежников захватывают замок и казнят фаворитов короля.
Король Ричард II возвращается в Англию, узнаёт об измене вассалов, гибели фаворитов, переходе войска валлийцев на сторону Болингброка. Упав духом, король решает ехать в замок Флинт.
Генри Болингброк с войском подступает к замку Флинт и высылает на переговоры графа Нортумберленда, объявляя, что всего лишь хочет вернуть законное наследство, формально делая вид, что верен королю. Фактически Болингброк вынуждает Ричарда сдаться и ехать с ним в Лондон.
В Лэнгли королева из диалога садовников узнаёт, что Ричард пленён Болингброком и будет низложен. Она решает ехать в Лондон.
Ричарда II вынуждают официально отречься от престола, передав всю власть Генри Болингброку, герцогу Ланкастеру. В зале Вестминстерского аббатства. Одетый в белые одежды Ричард приезжает на белом осле и босиком входит в зал, где уже собрались знатные лорды. Скорбя о былом величии, Ричард говорит о пустой короне:
Подайте мне корону. — Здесь, кузен,
Вот здесь, кузен, возьмитесь за неё.
Итак, мы с двух сторон венец сей держим.
Он — как колодец, мы — как два ведра,
Что связаны друг с другом общей цепью:
Одно из них пустое, вверх стремится,
Другое тонет, полное водою.
Я полон скорбью и в слезах тону,
А вы легко стремитесь в вышину.
(перевод Михаила Донского)
Граф Нортумберленд настойчиво просит Ричарда прочесть список «признаний в тяжелых преступленьях». Ричард просит принести ему зеркало, пытаясь в найти изменения в своём отражении, но не найдя их, разбивает зеркало. В качестве последней милости он просит Болингброка позволить уйти прочь. Болингброк приказывает проводить Ричарда в Тауэр. По дороге в Тауэр Ричарда поджидает королева Изабелла, полная горя и отчаяния. Ричард говорит ей отплыть во Францию, это совпадает с приказом Болингброка. Бывшего короля заключают в тауэрской тюрьме. 
Болингброк коронуется как Генрих IV. Омаль, епископ Карлейль и другие недовольны воцарением Генриха, в Оксфорде готовится заговор. Лэнгли, герцог Йоркский, узнаёт о заговоре и стремится рассказать о нём королю. Жена герцога Йоркского умоляет одуматься и не выдавать собственного сына, но Йорк непреклонен. Тогда герцогиня посылает Омаля вперёд, успеть признаться в заговоре самому; итак все трое порознь отправляются к королю Генриху. Омаль ненамного опережает отца, герцог обвиняет сына, но подоспевшая мать вымаливает для него прощение.
Экстон собирается убить Ричарда, заключённого в тюрьме, чтобы Генриха «избавить от этого живого страха». Он предлагает участвовать в убийстве и Омалю, тот соглашается. Генриху приносят головы убитых заговорщиков: Солсбери, Бланта и Кента, Спенсера и Стивена Скрупа, труп аббата Вестминстерского, и живого епископа Карлейля. Омаль приносит гроб с телом Ричарда. Генрих вознаграждает всех, принимавших участие в истреблении заговорщиков, кроме Омаля: «нет благодарности таким делам».
В финале Генрих IV приказывает всем носить траур по Ричарду и решает отправиться в Святую Землю, чтобы искупить свои грехи.

## Актёрский состав
| В ролях            |  | Персонаж                              |
| ------------------ |  | ------------------------------------- |
| Бен Уишоу          |  | король Ричард II                      |
| Клеманс Поэзи      |  | королева Изабелла                     |
| Патрик Стюарт      |  | Джон Гонт, герцог Ланкастер           |
| Рори Киннир        |  | Генри Болингброк, герцог Херефордский |
| Том Хьюз           |  | Герцог Омаль                          |
| Джеймс Пьюрфой     |  | Томас Моубри, герцог Норфолк          |
| Дэвид Моррисси     |  | граф Нортумберленд                    |
| Дэвид Суше         |  | Эдмунд Лэнгли, герцог Йоркский        |
| Линдсей Данкан     |  | герцогиня Йоркская                    |
| Фердинанд Кингсли  |  | Джон Буши, фаворит                    |
| Сэмюел Рукин       |  | Бегот, фаворит                        |
| Гарри Хэдден-Патон |  | Генри Грин, фаворит                   |
| Дэвид Брэдли       |  | садовник                              |
| Ричард Бреммер     |  | Вестминстерский аббат                 |
| Питер де Джерси    |  | лорд Росс                             |
| Том Гудман-Хилл    |  | сэр Стивен Скруп                      |
| Лусиан Мсамати     |  | епископ Карлейль                      |
| Эдриан Шиллер      |  | лорд Уиллоуби                         |
| Финбар Линч        |  | Экстон и лорд-маршал                  |

## Интересные факты
- Во время вступительных титров король Ричард II наблюдает, как придворный художник рисует святого Себастьяна, используя в качестве натурщика юношу с привязанными к телу стрелами, покрытыми красной краской. В сцене убийства короля используются арбалеты и Ричард предстаёт перед зрителем похожим на святого Себастьяна[7][8].
- Томаса Мерка, епископа Карлейля играет темнокожий актёр.
- В оригинальной пьесе гроб с телом Ричарда приносит Экстон, в фильме — Омаль.
- Съёмки фильма проходили в соборе Святого Давида, замке Пембрук и Пэквуд-хаусе[англ.].[3]